# Contrail (компанія)
Contrail — японська компанія-виробник відеоігор, найбільш відома своїми роботами над Legend of Legaia та Wild Arms 2 .
Була утворена 16 жовтня 1997 року як внутрішня виробнича студія Sony Computer Entertainment, Inc. на чолі з Такахіро Канеко. У період з 1998 по 2000 рік, Contrail курирував розробку кількох найменувань для PlayStation від зовнішніх розробників, до моменту, поки не відбулось злиття із материнською компанією SCEI в серпні 2000 року

## Вироблені ігри
| Гра                            | Реліз             | Розробник          | Платформа   |
| ------------------------------ | ----------------- | ------------------ | ----------- |
| Legend of Legaia               | 29 жовтня 1998    | Prokion            | PlayStation |
| Tamago de Puzzle               | 20 травня 1999    | Matrix Software    | PlayStation |
| Linda3 Again                   | 3 червня 1999     | Alfa System        | PlayStation |
| Ore no Shikabane wo Koete Yuke | 17 червня 1999    | Alfa System        | PlayStation |
| Wild Arms 2                    | 2 вересня 1999    | Media.Vision       | PlayStation |
| Alundra 2                      | 18 листопада 1999 | Matrix Software    | PlayStation |
| Tiny Bullets                   | 13 квітня 2000    | Kuusoukagaku Corp. | PlayStation |
| Boku no Natsuyasumi            | 22 червня 2000    | Millennium Kitchen | PlayStation |